# Осока верещатниковая
Осо́ка вереща́тниковая, или Осока пу́стошная, или Осока сдви́нутая (лат. Carex ericetorum) — травянистое растение семейства Осоковые (Cyperaceae).

## Ботаническое описание
Желтовато-серо-зелёное растение с коротким ползучим корневищем, дающим недлинные подземные побеги и образующим дерновины.
Стебли тонкие, но крепкие, гладкие, (5)10—30(40) см высотой. Побеги окружены при основании коричневыми влагалищами листьев.
Листовые пластинки 3—4 мм шириной, очень жёсткие, почти кожистые, изогнутые, плоские, полусложенные или с краем, завёрнутым назад, длинно заострённые, вполовину или в 3—4 раза короче стебля.
Верхний колосок тычиночный, булавовидный или продолговато-эллиптический, плотный, (0,5)1—2 см длиной, с обратнояйцевидными, широко светло-перепончато-окаймлёнными, по краю реснитчатыми, бурыми или с широкой бурой полосой посредине и тупыми чешуями; остальные — пестичные, в числе 1—2, немного расставленные, немногоцветковые и короткие, густые, яйцевидные, шаровидные или продолговато-яйцевидные, (0,4)1—1,5 см длиной, почти сидячие, с широкообратнояйцевидными или яйцевидными, наверху округло тупыми или островатыми, ржаво-коричневыми, со светлой, каштаново-бурой или тёмно-бурой полоской посредине, широко и неровно или кверху бело-перепончатыми, по краю обычно с бахромчатыми чешуями или без них, почти равные мешочкам или несколько короче их. Мешочки почти округлые в поперечном сечении или округло-трёхгранные, обратнояйцевидные или широкообратнояйцевидные, 2—2,5(3) мм длиной, тонко-кожистые, желтовато- или буровато-зелёные, кверху возможно ржавые, позже бурые, густо или рассеянно опушённые по всей поверхности, без жилок, с едва выемчатым, очень коротким, 0,2 мм длиной, клиновидным носиком. Нижний кроющий лист чешуевидный, с щетиновидной верхушкой, короче соцветия.
Плодоносит в апреле—июне.
Число хромосом 2n=30, 32.
Вид описан из Германии.

## Распространение и экология
Северная, Атлантическая и Центральная Европа; Арктическая часть России: северо-восток Кольского полуострова; Прибалтика; Европейская часть России: все районы, кроме Нижне-Волжского; Беларусь; Украина: все районы; Кавказ: окрестности Ставрополя; Западная Сибирь: все районы, кроме Арктики и Алтая; Центральная Азия: Северная Монголия.
Растёт в светлых сухих сосновых, реже лиственничных лесах, по опушкам, на полянах и вырубках, в верещатниках, на сухих щебнистых и каменистых склонах, иногда на суходольных лугах и в щебнистой лишайниковой тундре; на равнине и в лесном поясе гор, реже в высокогорьях, большей частью на песчаной почве.
Колоски во время цветения регулярно посещают медоносные пчёлы для сбора пыльцы, вероятно, осуществляя и их опыление, так как этот вид один из наиболее рано цветущих.